# Serapeu

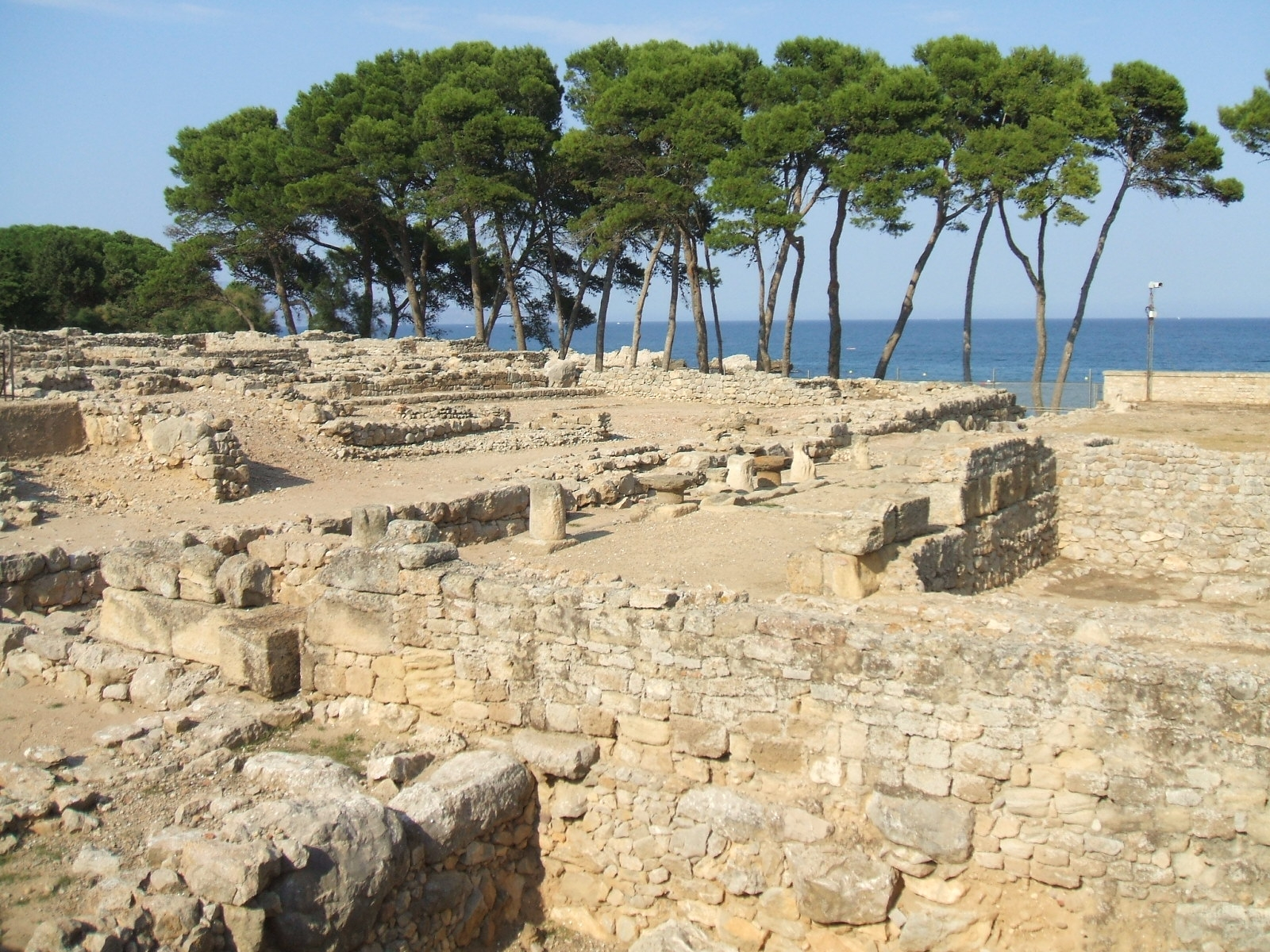
Restes del serapeu d'Empúries, Alt Empordà

A l'antiga Grècia, un serapeu o serapèon (grec antic: Σεραπεῖον, llatí: Serapeum) era un temple dedicat a Serapis. El més conegut de tots és el Serapeu d'Alexandria, construït per Ptolemeu I. Els egiptòlegs donen preferència a aquest nom per als monuments funeraris dels bous d'Apis, entre els quals sobresurt el de la necròpolis de Memfis, anomenat Serapeu de Saqqara, que va ser descobert el 1851 per l'arqueòleg francès Auguste Mariette. En temps d'Aristides l'orador (c. 200 aC), Egipte comptava amb quaranta-tres serapeus. Àsia, Grècia i Itàlia, en tenien igualment gran nombre. A Corint, el culte de Serapis era unit al d'Isis.